# Campoplex laricanae
Campoplex laricanae là một loài tò vò trong họ Ichneumonidae.